# X emendamento della Costituzione degli Stati Uniti d'America
Il X emendamento della Costituzione degli Stati Uniti d'America (Emendamento X), una parte del Bill of Rights, fu ratificato il 15 dicembre 1791. Esprime il principio del federalismo, noto anche come diritti degli stati, affermando che il governo federale ha solo i poteri ad esso delegati dalla Costituzione e che tutti gli altri poteri non vietati agli Stati dalla Costituzione sono riservati a ciascuno stato, o al popolo.
L'emendamento, con origini anteriori alla Rivoluzione americana, fu proposto dal 1º Congresso degli Stati Uniti nel 1789 durante il suo primo mandato dopo l'adozione della Costituzione. Fu considerato da molti membri come un prerequisito prima della ratifica della Costituzione, e in particolare per soddisfare le richieste di antifederalismo, che si opponevano alla creazione di un governo federale più forte.
L'emendamento è inteso a riaffermare i principi del federalismo e a rafforzare la nozione di governo federale che mantiene poteri limitati ed enumerati. Alcuni studiosi legali (tra cui testualisti e originalisti) hanno effettivamente classificato l'emendamento come una tautologia, una dichiarazione che afferma che il governo federale non ha alcun diritto che non ha.

## Elaborazione ed adozione
Il Decimo Emendamento è simile all'articolo II degli Articoli della Confederazione:
Thomas Burke, un veemente sostenitore dei diritti degli Stati nel Congresso continentale, propose originariamente il testo di quello che sarebbe poi diventato il Decimo Emendamento come emendamento agli Articoli della Confederazione. Thomas Burke voleva garantire che non ci fossero ambiguità riguardo alle differenze tra poteri statali e federali. Altri Padri fondatori degli Stati Uniti non erano d'accordo con questo emendamento, tra cui James Wilson, John Dickinson, che aveva redatto gli Articoli della Confederazione, e Richard Henry Lee. Ciononostante, l'emendamento fu approvato dal Congresso continentale.
Dopo la Rivoluzione americana, con il completamento della stesura e della ratifica della Costituzione, il rappresentante della Carolina del Sud Thomas Tudor Tucker e il rappresentante del Massachusetts Elbridge Gerry proposero separatamente emendamenti simili che limitavano il Governo federale ai poteri “espressamente” delegati, il che avrebbe negato i poteri impliciti. James Madison si oppose agli emendamenti, affermando che “era impossibile limitare un governo all'esercizio di poteri espliciti; dovevano necessariamente essere ammessi poteri impliciti, a meno che la Costituzione non scendesse a descrivere ogni minuzia”. Quando una votazione su questa versione dell'emendamento con “espressamente delegati” fu respinta, il rappresentante del Connecticut Roger Sherman redasse il Decimo Emendamento nella sua forma ratificata, omettendo “espressamente”. Il linguaggio di Sherman consentiva una lettura estensiva dei poteri impliciti nella Clausola di Necessità e Beneficenza.

Quando James Madison presentò il Decimo Emendamento al Congresso, spiegò che molti Stati erano ansiosi di ratificarlo, nonostante i detrattori ritenessero l'emendamento superfluo o non necessario:
Dall'esame degli emendamenti proposti dalle convenzioni statali, mi rendo conto che molti sono particolarmente ansiosi che nella Costituzione sia dichiarato che i poteri non delegati siano riservati ai vari Stati. Forse le parole che potrebbero definire questo aspetto in modo più preciso di quanto non faccia l'intero strumento, potrebbero essere considerate superflue. Ammetto che possano essere considerate superflue: ma non c'è nulla di male nel fare una dichiarazione del genere, se i gentiluomini ammettono che il fatto è quello dichiarato. Sono certo di aver capito così e quindi lo propongo.
Gli Stati hanno ratificato il Decimo Emendamento, rifiutando di segnalare l'esistenza di poteri non enumerati oltre che di diritti non enumerati. L'emendamento rese inequivocabile ciò che in precedenza era stato al massimo un semplice suggerimento o un'implicazione.
L'origine delle ultime 4 parole del 10° emendamento, aggiunte dal Senato, è controversa.

## Interpretazione giudiziaria
Il Decimo Emendamento, che rende esplicita l'idea che i poteri del governo federale siano limitati a quelli concessi dalla Costituzione, è stato dichiarato un'ovvietà dalla Corte Suprema. Nella causa United States v. Sprague (1932) la Corte Suprema ha affermato che l'emendamento “non ha aggiunto nulla alla [Costituzione] come originariamente ratificata”.
Gli Stati e i governi locali hanno occasionalmente tentato di rivendicare l'esenzione da varie regolamentazioni federali, specialmente nelle aree del lavoro e dei controlli ambientali, utilizzando il Decimo Emendamento come base per le loro rivendicazioni. Una citazione spesso ripetuta, tratta da United States v. Darby Lumber Co, recita come segue:
In Garcia v. San Antonio Metropolitan Transit Authority (1985), la Corte ha annullato la sentenza National League of Cities v. Usery (1976). Secondo la National League of Cities, la determinazione dell'immunità statale dalla regolamentazione federale dipendeva dal fatto che l'attività statale era "tradizionale" o "integrale" per il governo statale. In Garcia, la Corte ha osservato che quest'analisi era “sbagliata in linea di principio e inattuabile in pratica”, e ha concluso che i Costituenti ritenevano che la sovranità statale potesse essere mantenuta dal sistema politico stabilito dalla Costituzione. Notando che lo stesso Congresso che aveva esteso il Fair Labor Standards Act ai sistemi di trasporto di massa gestiti dal governo aveva anche fornito finanziamenti considerevoli a tali sistemi, la Corte ha concluso che la struttura creata dai Costituenti aveva effettivamente protetto gli Stati dalla prevaricazione del governo federale.
Nella causa South Carolina v. Baker (1988), la Corte ha affermato in dicta che un'eccezione a Garcia si potrebbe verificare quando uno Stato non ha "alcun diritto di partecipare" al processo politico federale o è lasciato "politicamente isolato e impotente" da una legge federale.

### Requisiti
Dal 1992, la Corte Suprema ha stabilito che il Decimo Emendamento proibisce al governo federale di obbligare gli Stati ad approvare o non approvare determinate leggi o applicare le leggi federali.
Nella causa New York v. United States (1992), la Corte Suprema ha invalidato parte del Low-Level Radioactive Waste Policy Amendments Act del 1985. La legge prevedeva tre incentivi per gli Stati affinché si conformassero agli obblighi di legge di provvedere allo smaltimento dei rifiuti a bassa radioattività. I primi due incentivi erano di tipo monetario. Il terzo, contestato in questo caso, obbligava gli Stati a prendere possesso di qualsiasi rifiuto all'interno dei loro confini che non fosse stato smaltito prima del 1º gennaio 1996 e rendeva ogni Stato responsabile di tutti i danni direttamente collegati ai rifiuti. La Corte ha stabilito che imporre tale obbligo a uno Stato viola il Decimo Emendamento. Il giudice Sandra Day O'Connor ha scritto che il governo federale può incoraggiare gli Stati ad adottare determinate normative attraverso il potere di spesa, ad esempio, ponendo condizioni al ricevimento di fondi federali, vedi South Dakota v. Dole, o attraverso il potere di commercio, prevaricando direttamente le leggi statali. Tuttavia, il Congresso non può obbligare direttamente gli Stati ad applicare i regolamenti federali.
Nella causa Printz v. United States (1997), la Corte ha stabilito che una parte della Brady Handgun Violence Prevention Act viola il Decimo Emendamento. La legge prevedeva che le forze dell'ordine statali e locali effettuassero controlli sui precedenti delle persone che cercavano di acquistare armi da fuoco. Il giudice Antonin Scalia, a nome della maggioranza, ha applicato la sentenza New York v. United States per dimostrare che la legge violava il Decimo Emendamento. Poiché la legge “costringeva l'esecutivo dello Stato a partecipare all'amministrazione effettiva di un programma federale”, era incostituzionale. Nella causa Murphy v. National Collegiate Athletic Association (2018), la Corte Suprema ha stabilito che il Professional and Amateur Sports Protection Act del 1992, che vietava agli Stati che avevano vietato le scommesse sportive al momento della promulgazione della legge, di legalizzarle, violava la dottrina anti-commesse e invalidava l'intera legge. La Corte ha stabilito che la dottrina anti-requisizione si applica ai tentativi del Congresso di impedire agli Stati di intraprendere una determinata azione, così come si applicava in New York e Printz al Congresso che imponeva agli Stati di applicare la legge federale.

### Clausola sul commercio
Nel XX secolo, la Clausola sul commercio è diventata una delle fonti di potere del Congresso più frequentemente utilizzate. La sua interpretazione è importante per determinare la portata ammissibile del governo federale. Le complesse sfide economiche derivanti dalla grande depressione hanno innescato una rivalutazione, sia da parte del Congresso che della Corte Suprema, dell'uso dei poteri della Clausola sul commercio per mantenere una forte economia nazionale.
Nella causa Wickard v. Filburn (1942), nel contesto della seconda guerra mondiale, la Corte stabilì che la regolamentazione federale della produzione di grano poteva essere costituzionalmente applicata al grano coltivato per il “consumo domestico” in un'azienda agricola: cioè, dato in pasto agli animali o consumato in altro modo sul posto. La motivazione era che la coltivazione del “proprio” grano da parte di un agricoltore può avere un effetto cumulativo sostanziale sul commercio interstatale, perché se tutti gli agricoltori dovessero superare le loro quote di produzione, una quantità significativa di grano non verrebbe venduta sul mercato o verrebbe acquistata da altri produttori. Pertanto, nel complesso, se gli agricoltori fossero autorizzati a consumare il proprio grano, ciò influirebbe sul mercato interstatale.
Nella causa United States v. Lopez (1995), è stata annullata una legge federale che imponeva una “zona scolastica libera da armi” all'interno e intorno ai campus delle scuole pubbliche. La Corte Suprema ha stabilito che non esisteva alcuna clausola della Costituzione che autorizzasse la legge federale. Questo fu il primo parere della Corte Suprema moderna a limitare il potere del governo in base alla Clausola sul Commercio. Il parere non menzionava il Decimo Emendamento o la decisione della Corte Garcia del 1985.
Più recentemente, nella causa Gonzales v. Raich (2005), una donna californiana ha fatto causa alla Drug Enforcement Administration dopo che la sua coltivazione di cannabis terapeutica era stata sequestrata e distrutta dagli agenti federali. La cannabis terapeutica era stata esplicitamente resa legale dalla legge statale della California con la Proposition 215, nonostante la cannabis fosse proibita a livello federale dallo Controlled Substances Act. Anche se la donna coltivava la cannabis esclusivamente per il proprio consumo e non ne ha mai venduta, la Corte Suprema ha affermato che la coltivazione della propria cannabis influisce sul mercato interstatale della cannabis. In teoria, il prodotto potrebbe entrare nel flusso del commercio interstatale, anche se chiaramente non è stato coltivato a tale scopo ed è improbabile che raggiunga mai un mercato: lo stesso criterio della causa Wickard v. Filburn. La Corte ha quindi stabilito che questa pratica può essere regolamentata dal governo federale in base alla Clausola sul commercio.

### Clausola di supremazia
Nel caso Cooper v. Aaron (1958), la Corte Suprema si occupò dei diritti degli Stati e del Decimo Emendamento. Il caso è nato da conflitti sorti in risposta alla sentenza di un altro caso storico, Brown v. Board of Education (1954). Nella causa Brown, la Corte Suprema dichiarò all'unanimità incostituzionale la segregazione razziale dei bambini nelle scuole pubbliche. In seguito a Brown, la Corte ordinò ai tribunali distrettuali e ai consigli scolastici di procedere alla desegregazione “con la massima celerità”.
Tra coloro che si opponevano alla decisione, e a tutti gli sforzi di desegregazione, c'era il governatore dell'Arkansas, Orval Faubus. Un gruppo di studenti neri, noti come i Little Rock Nine, avrebbe dovuto frequentare la Central High School, precedentemente interamente bianca, nel tentativo del consiglio scolastico di seguire l'ordine di Brown. La tensione divenne grave quando il governatore Faubus ordinò alla Guardia Nazionale di impedire ai nove di entrare nella scuola e il presidente Eisenhower rispose con truppe federali per scortarli.
Cinque mesi dopo la crisi dell'integrazione, il consiglio scolastico intentò una causa presso la Corte distrettuale degli Stati Uniti del Distretto orientale dell'Arkansas, chiedendo un ritardo di due anni e mezzo nell'attuazione della desegregazione. Sebbene la corte distrettuale abbia concesso la deroga, il 18 agosto 1958 la Corte d'Appello degli Stati Uniti per l'Ottavo Circuito ha annullato la decisione della corte distrettuale e ha sospeso il mandato in attesa dell'appello alla Corte Suprema. A questo punto, l'incidente si era evoluto in una questione nazionale: era diventato un dibattito non solo sul razzismo e la segregazione, ma anche sui diritti degli Stati e sul Decimo Emendamento.
La Corte citò la clausola di supremazia dell'articolo VI, che dichiara la Costituzione legge suprema del Paese, e Marbury v. Madison per affermare che gli Stati dovevano attenersi alla decisione della Corte nella causa Brown. Come prevedibile, molti sostenitori del diritto degli Stati e funzionari statali hanno criticato la sentenza come un attacco al Decimo Emendamento. Inoltre, hanno sostenuto che la decisione della Corte su Cooper è incoerente con la visione costituzionale dei Costituenti.

#### Annullamento e interposizione
La nullificazione si riferisce a una teoria legale che suggerisce che gli Stati possono valutare la legalità delle leggi federali e dichiararle incostituzionali rispetto alla Costituzione degli Stati Uniti. L'effetto previsto è quello di invalidare (annullare) le leggi all'interno dei confini dello Stato. Una nozione correlata di interposizione si riferisce alla convinzione che uno Stato abbia il diritto di ostacolare l'applicazione delle leggi federali che ritiene incostituzionali e che, in quanto tali, sono dannose per i suoi abitanti. Si dice che lo Stato si “interpone” tra il governo federale e la popolazione dello Stato.
Il concetto di nullificazione deriva dalla cosiddetta teoria del patto, secondo la quale, poiché gli Stati hanno creato il governo federale con un accordo ("patto") per entrare a far parte dell'Unione, essi sono i soli a poter determinare la quantità di potere che delegano alle autorità federali. Ciò è in contrasto con la prassi attuale, in cui solo i tribunali federali effettuano il controllo giurisdizionale delle leggi federali presumibilmente in contrasto. James Madison e Thomas Jefferson hanno redatto le Risoluzioni del Kentucky e della Virginia che hanno gettato le basi per le argomentazioni a favore della nullificazione. Nel XIX secolo, diversi Stati si sono basati su questa interpretazione per dichiarare la nullificazione delle leggi federali o delle decisioni della Corte Suprema degli Stati Uniti, ma la Corte Suprema ha respinto tutti questi tentativi. Tra le più famose c'è la Crisi della Nullificazione, quando la Carolina del Sud dichiarò nulle le tariffe del 1828 e del 1832 nello Stato, ma si risolse quando le tariffe furono abbassate in modo soddisfacente per la Carolina del Sud e quando il presidente Andrew Jackson minacciò un intervento militare se lo Stato non avesse ceduto. La guerra civile, tuttavia, pose fine a tutti gli appelli alla sovranità statale e l'autorità della Corte Suprema come massima interprete del diritto costituzionale smise di essere messa in discussione.
L'idea della nullificazione acquistò nuova linfa negli anni Cinquanta, quando la Corte Suprema ordinò la desegregazione delle scuole nella causa Brown v. Board of Education, e gli Stati del Sud, in risposta, organizzarono una campagna di resistenza di massa per opporsi, sostenendo che gli ordini federali di desegregazione violavano i diritti degli Stati. Dieci Stati ex-confederati approvarono dichiarazioni di interposizione per opporsi a questi sforzi. Ma la Corte Suprema, nella causa Cooper v. Aaron, respinse le dichiarazioni e ritenne inammissibili la nullificazione e l'interposizione.
Oggi le leggi che sembrano aggirare alcune decisioni della Corte Suprema o la legge federale possono talvolta essere chiamate leggi di nullificazione, anche nei casi in cui non sollecitano esplicitamente a sfidare la legge federale o a resistere all'autorità federale. Esempi di questo uso sono il Texas Heartbeat Act e il Missouri Second Amendment Preservation Act o le leggi sull'immigrazione e sulla marijuana.

### Finanziamenti federali
Il sistema federale limita la capacità del governo federale di utilizzare i governi statali come strumento del governo nazionale, come sostenuto nella sentenza Printz v. United States.
Per questo motivo, il Congresso cerca spesso di esercitare i propri poteri incoraggiando gli Stati ad attuare programmi nazionali coerenti con standard minimi nazionali; un sistema noto come federalismo cooperativo. Un esempio dell'esercizio di questo strumento è stato quello di condizionare l'assegnazione dei fondi federali quando alcune leggi statali non sono conformi alle linee guida federali. Ad esempio, i fondi federali per l'istruzione non possono essere accettati senza l'attuazione di programmi di istruzione speciale conformi all'IDEA (Individuals with Disabilities Education Act). Allo stesso modo, il limite nazionale di velocità di 89 km/h, il limite legale di alcolemia di 0,08 e l'età di 21 anni sono stati imposti con questo metodo; gli Stati avrebbero perso i finanziamenti autostradali se si fossero rifiutati di approvare tali leggi, anche se il limite di velocità nazionale è stato successivamente abrogato.
Nella causa National Federation of Independent Business v. Sebelius (2012), la Corte ha stabilito che il Patient Protection and Affordable Care Act, comunemente noto come ACA o Obamacare, costringeva incostituzionalmente gli Stati a espandere il Medicaid. La Corte ha classificato il linguaggio dell'ACA come coercitivo, perché di fatto costringeva gli Stati ad aderire al programma federale condizionando la continuazione della fornitura di fondi Medicaid al fatto che gli Stati accettassero di modificare materialmente l'ammissibilità al Medicaid per includere tutti gli individui al di sotto del 133% della soglia di povertà.